# 十殿閻羅

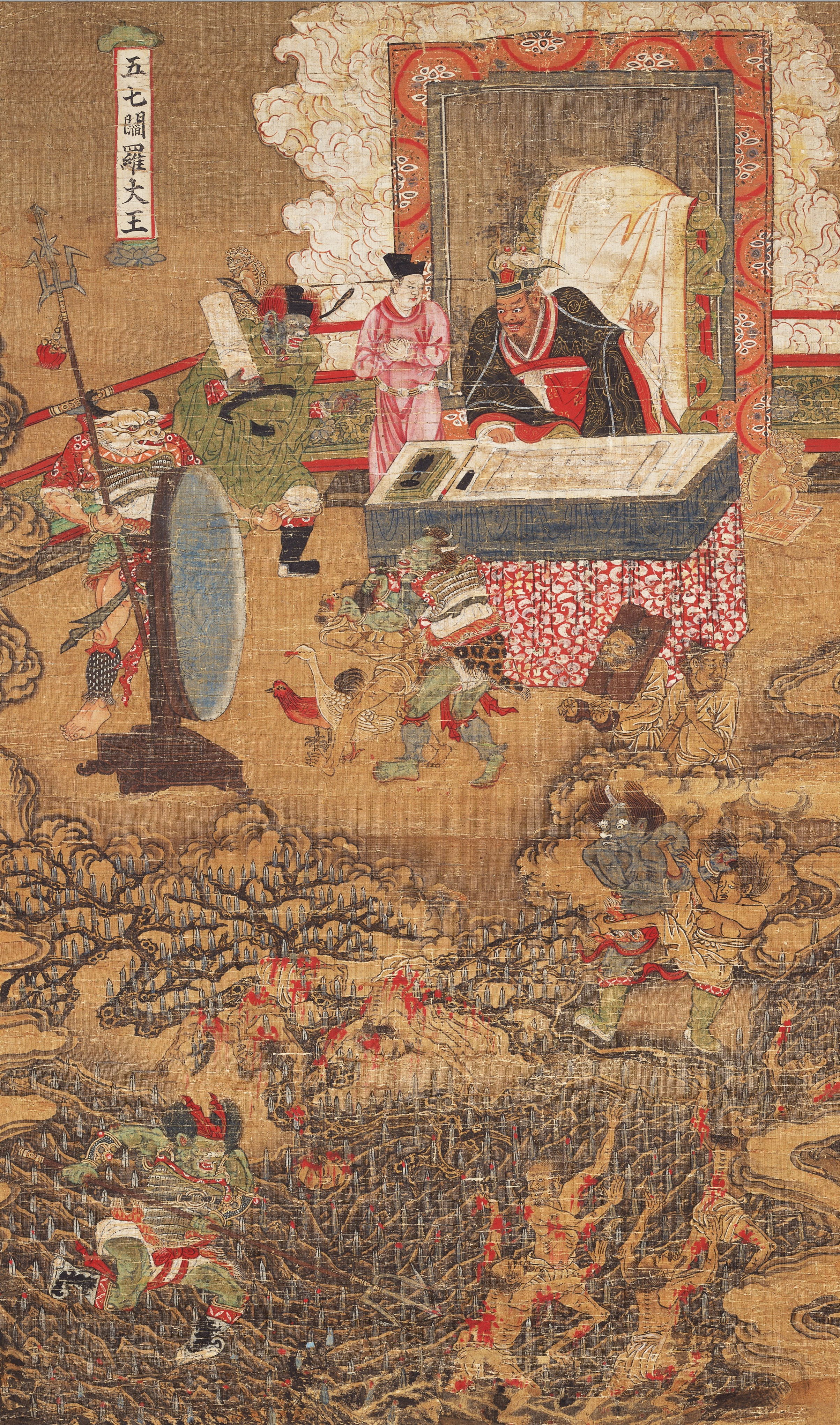
絹本著色十王像《五七閻羅大王圖》，陸忠淵筆

十殿閻羅，也稱十殿閻王、十殿閻君、十宮冥君、十府冥君、十代冥王、冥宮十王、冥府十王、冥京十王、地府十王、地藏十王等，即十位閻羅王。
十殿閻羅是於唐朝時期，佛教漢化而衍生出來得陰司信仰，在漢字文化圈裡的佛、道和民間信仰，是統治陰曹地府的主宰，下轄城隍土地、府縣境主、文武判官、日夜遊巡、陰陽諸司、牛頭馬面、黑白無常、夜叉鬼卒等諸部鬼吏，負責審判陰魂，給予受報投入六道輪迴。

## 名號與職司

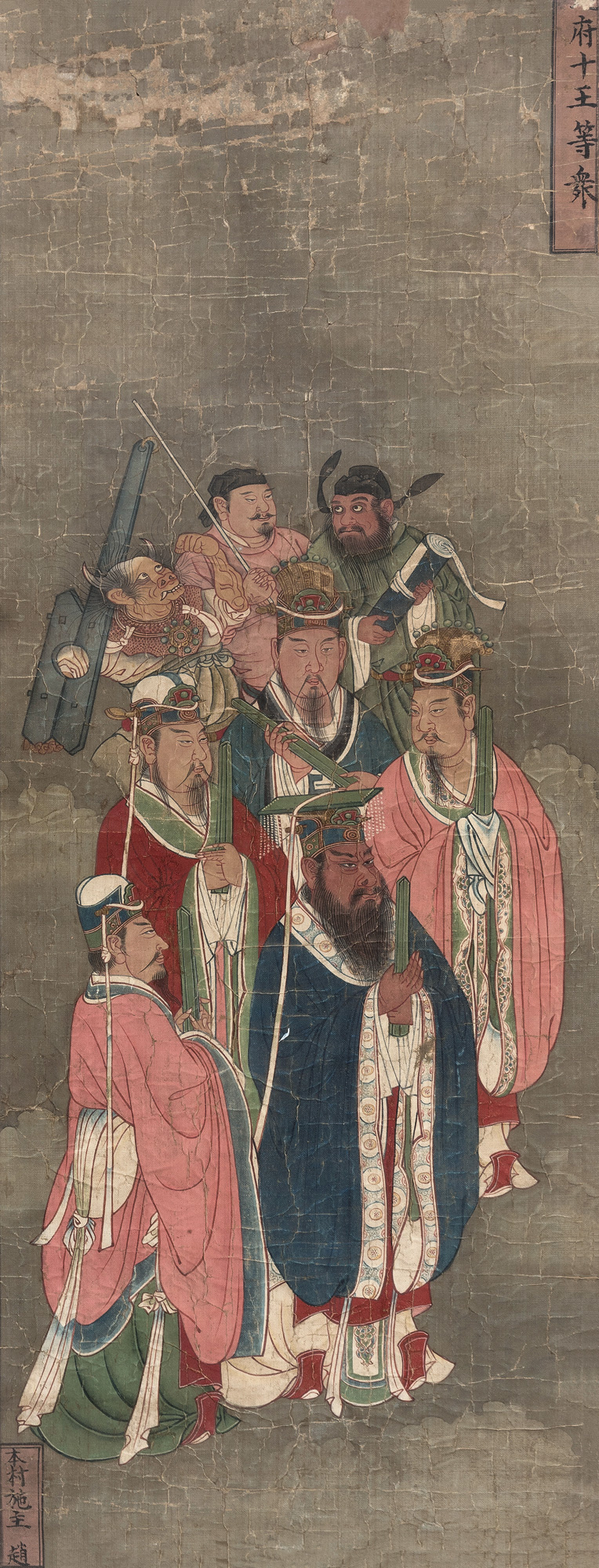
地府十王等眾圖殘卷，僅繪其中五尊

十殿閻王最早出自於唐朝偽經《地藏十王經》，講述人在中陰身時，在幽冥所過閻君殿閣。而今《玉曆寶鈔》（又稱《玉歷寶鈔》）所載，十殿閻王各有其主要專職，掌管八重大地獄（民間訛傳「十八層地獄」），每一重的大地獄有十六遊增地獄，合一百二十八地獄。唯《玉曆》所載與佛教十王經和道教典籍略有出入，《地藏十王經》與道教典籍常為八殿平等王、九殿都市王，《玉曆》則反之。
做七的起源最早是出至于南朝（一說為隋朝）的《太上洞玄靈寶業報因緣經·卷之八·生神品第十九》。故民間傳說，地府是天庭下轄負責管理人間事務，共有十殿掌管不同事務。一旦人死後第七天，將來到地府第一殿接受審判，如此每逢做七、百日、對年、三年之期，依序送往地府各殿受審，民間謂為「過王官」、「參詳十王」。民間相傳，此時若無繼嗣為其作功德、積冥福，在生時又無種下善因，將審定其生前罪業，打入地獄受報；所以，陽世的親屬每隔七日為亡者辦法事、修功德，謂之「七七齋」或「七七追薦」。五代時期開始（一說為唐後期或為宋代）有傳說指目連尊者暨治下四大判官負責計算死者「七七日內，所修佛事檀施」之功德。

## 源流
佛教最早於西汉末年传入中國，並在南北朝時期大為發展，一些源自印度的佛教神祇，經過改頭換面以後，逐漸融入道教和民间信仰的體系；另一方面，僧侶們也主動為佛教進行漢化，以适应新的社会环境。

### 閻摩

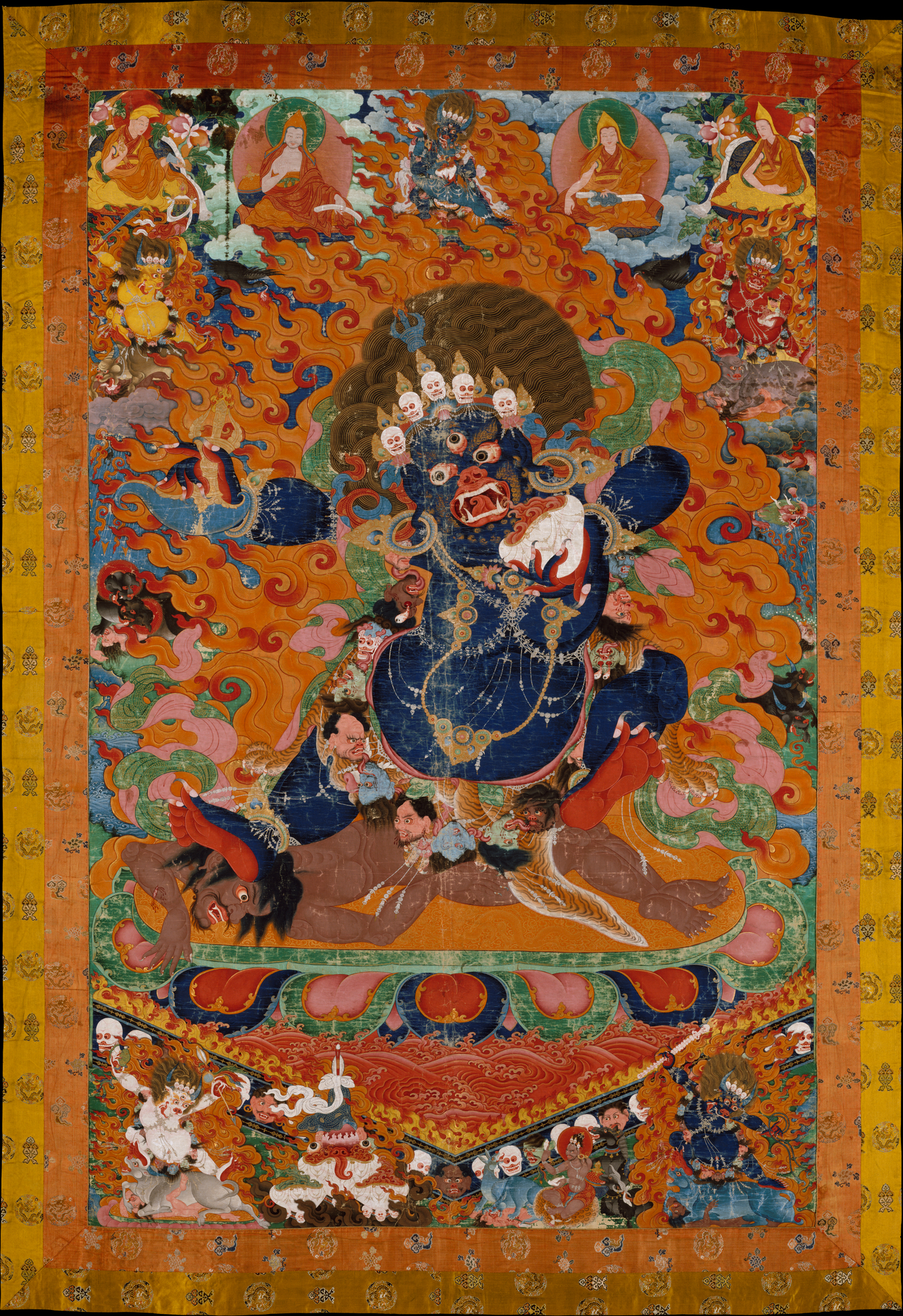
閻魔像，17世紀中葉至18世紀，西藏

閻摩（यम，Yama）是婆羅門教的神祇，尊稱為「閻摩羅闍」（यमराज，Yamaraja），「羅闍」是大王之意。傳說，閻摩有一位雙胞胎妹妹——閻蜜（यमी，Yami），同時也是閻摩的伴侶，兄妹兩人共同統管陰間，閻摩治理男鬼、閻蜜治理女鬼，為「雙王」。
「阎摩」語源自原始印歐語，意思是「死亡」，梵語中有雙胞胎、成對的意思；引申為成對的繩束，有捆绑的意思。「羅闍」則是尊勝、具威力的意思，是對君王的尊稱。
根據《梨俱吠陀》所載，阎摩為了找出平安到達天界樂土之路，自願而死，因此成為亡者之王，居住在天界，掌管夜摩天，負責引導亡者前往樂土，凡人死后的灵魂都要去到那里，大乘佛教列為十二天。但隨著婆羅門教的發展，阎摩開始由天界轉移到陰間，凡是生前做惡的人，死後都將進入那落迦，接受閻摩的審判，彌補生前的過錯。
佛教在古印度興起時，吸收了許多婆羅門教的神祇，並且隨著佛教傳來東土。佛經記載中，以閻摩羅闍為首的諸鬼王眷屬等眾，都是具有威德福報的大鬼王，東土僧人翻译佛经時，有將其譯為「閻羅王」，也有將其譯為“平等王”。 隨著歷朝歷代的演變，輾轉從一尊化為十位閻王。

### 三官大帝
相傳道教三清以炁化身，元始天尊化「上元一品賜福天官元陽大帝」、靈寶天尊化「中元二品赦罪地官清虛大帝」、道德天尊化「下元三品解厄水官洞陰大帝」，是為主宰天府、地府和水府三界的三元大帝；三位尊神下凡化身，成為管理人間的堯、舜、禹三位大帝。
據《太上三官寶經》所載，「天官大帝」有天官賜福之權能，主管天庭之正統、掌眾生善福惡禍之籍、治諸神升降之職；「地官大帝」有地官赦罪之權能，主管大地山嶽萬物、考核世間男女功過之籍；「水官大帝」有水官解厄之權能，主管水域河川萬靈、掌死魂鬼神之籍、錄眾生之功過。

### 東嶽信仰
東嶽泰山位居東方日出方位，被喻為是群山之首，五嶽之宗，上通天庭，下達地府，有生生不息的象徵；所以追求長生的帝王，特別推崇封禪、祭祀泰山。
古人相信泰山是陰府的入口、靈魂的歸宿之地，凡人死後靈魂都會歸於泰山之下，所以泰山神就成為管轄靈魂的神祇；「東嶽大帝」即是泰山的主神，具有統轄天下名山、掌管陰曹地府、主宰人間禍福的權威，是道教的尊神。也有部份民間傳言稱東嶽大帝化身為地府內的七殿泰山王。

### 酆都信仰
酆都是傳說中位於北方癸地的「羅酆山」，凡人死後靈魂都會去向北方，並居住在北方鬼國。古籍稱北酆的主宰是「北帝」，今謂為「酆都大帝」，與五方鬼帝合掌六天宮。
宋朝以後起，有傳指四川酆都縣就是羅酆山，並在酆都修建酆都鬼城。民間善書傳說酆都大帝居於酆都城，左側是枉死城、右環是血污池、遠處是鐵圍城，一並由酆都大帝兼管。

### 太乙信仰
東極青華大帝尊居『東方長樂世界妙嚴宮』，誓願救度一切眾生，引渡受苦亡魂往生，因「天神貴者太乙，以配東帝」，所以諱稱「太乙救苦天尊」而綜御萬類，並尊稱為「青玄上帝」。太乙救苦天尊有化身如恆沙數，應化十方，化號「十方救苦天尊」。據《十王告簡全集》所載，十方救苦天尊各有化身和職司，即濟度人鬼的「靈寶十方救苦天尊」。十方救苦天尊為了遂行治理九幽冥府神鬼之事，又化身為「十殿冥君」。即：
| 十方天尊           | 尊位               | 執掌     |    | 冥君                     | 神居   | 誕辰           | 俗謂     |
| ------------------ | ------------------ | -------- | -- | ------------------------ | ------ | -------------- | -------- |
| 東方玉寶皇上天尊   | 位列震宮，尊居卯位 | 風雷地獄 | 化 | 冥府第一宮、泰素妙廣真君 | 玄冥宮 | 農曆二月初一日 | 秦廣大王 |
| 南方玄真萬福天尊   | 位列離宮，尊居午位 | 火翳地獄 | 化 | 冥府第二宮、陰德定休真君 | 普明宮 | 農曆三月初一日 | 楚江大王 |
| 西方太妙至極天尊   | 位列兌宮，尊居酉位 | 金剛地獄 | 化 | 冥府第三宮、洞明普靜真君 | 糾集宮 | 農曆二月初八日 | 宋帝大王 |
| 北方玄上玉宸天尊   | 位列坎宮，尊居子位 | 冥冷地獄 | 化 | 冥府第四宮、玄德五靈真君 | 太和宮 | 農曆二月十八日 | 仵官大王 |
| 東北方度仙上聖天尊 | 位列艮宮，尊居丑位 | 鑊湯地獄 | 化 | 冥府第五宮、最勝耀靈真君 | 糾綸宮 | 農曆元月初八日 | 閻羅大王 |
| 東南方好生度命天尊 | 位列巽宮，尊居幽府 | 銅柱地獄 | 化 | 冥府第六宮、寶肅昭成真君 | 明晨宮 | 農曆三月初八日 | 卞城大王 |
| 西南方太靈虛皇天尊 | 位列坤宮，尊居泉曲 | 屠割地獄 | 化 | 冥府第七宮、等觀明理真君 | 神華宮 | 農曆三月廿七日 | 泰山大王 |
| 西北方無量太華天尊 | 位列乾宮，尊居陰府 | 火車地獄 | 化 | 冥府第八宮、無上正度真君 | 七非宮 | 農曆四月初八日 | 平等大王 |
| 上方玉虛明皇天尊   | 敕合乾元，德隆坤域 | 普掠地獄 | 化 | 冥府第九宮、飛魔衍慶真君 | 碧真宮 | 農曆四月初一日 | 都市大王 |
| 下方真皇洞神天尊   | 位尊幽都，名尊十帝 | 羅酆之府 | 化 | 冥府第十宮、五華威靈真君 | 肅英宮 | 農曆四月廿七日 | 轉輪大王 |

### 地藏信仰

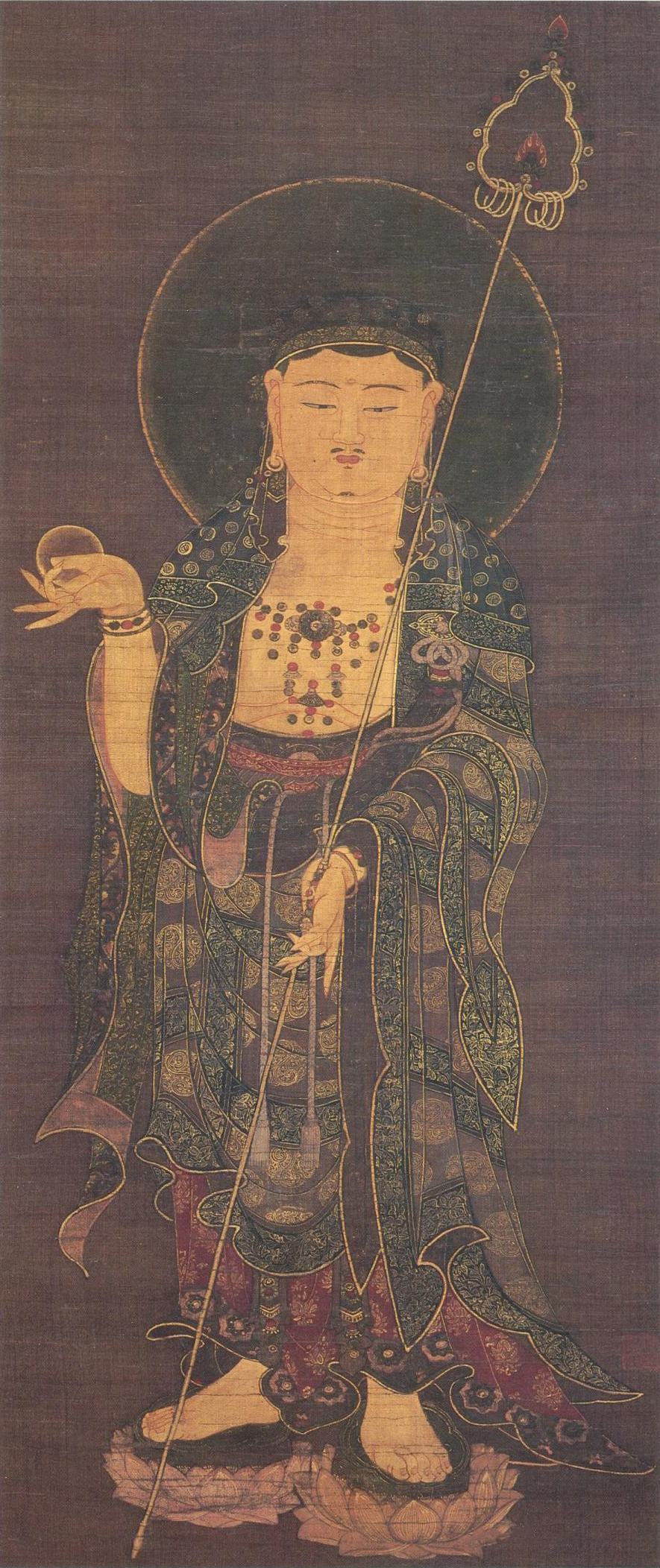
《地藏菩薩像》，收藏於名古屋德川美術館

地藏菩薩是佛教四大菩薩之一，發弘誓願「地獄不空，誓不成佛；眾生度盡，方證菩提」，故尊稱為「大願地藏王菩薩」。
民間傳說，地藏菩薩捨己入地獄，以身為教化，救度一切受苦眾生，故稱「幽冥教主」。東嶽大帝、酆都大帝、十殿閻君率地府諸神，對地藏菩薩善加護持，亦有目連尊者輔佐地藏菩薩，拯救地獄眾生。
民間三教合流中有一些說法，指稱目犍連羅漢即是地藏菩薩；另有一說，指地藏菩薩是閻羅王的化身，正身就是「五殿森羅王」。

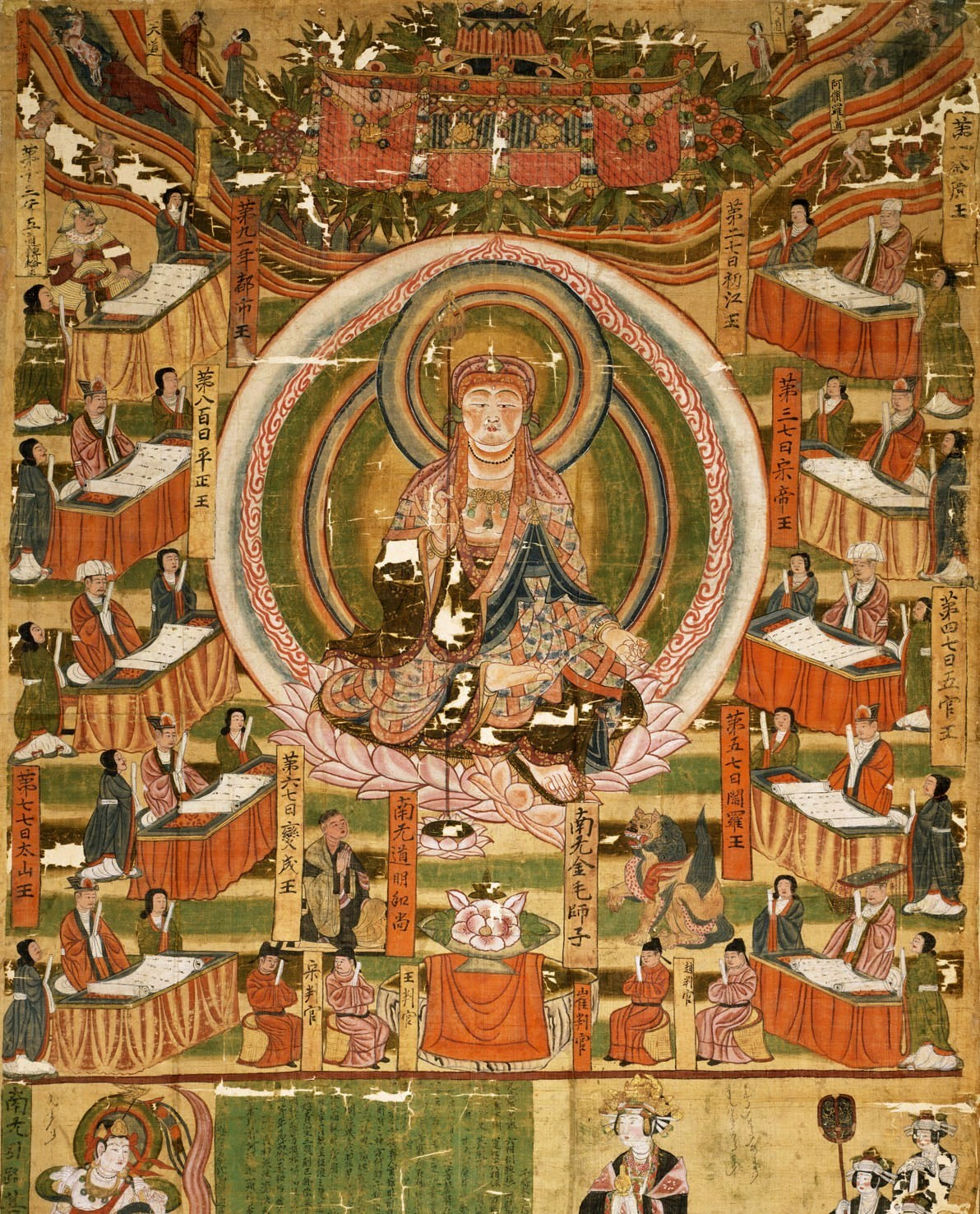
10世紀敦煌《地藏十王圖》，收藏於巴黎集美博物館
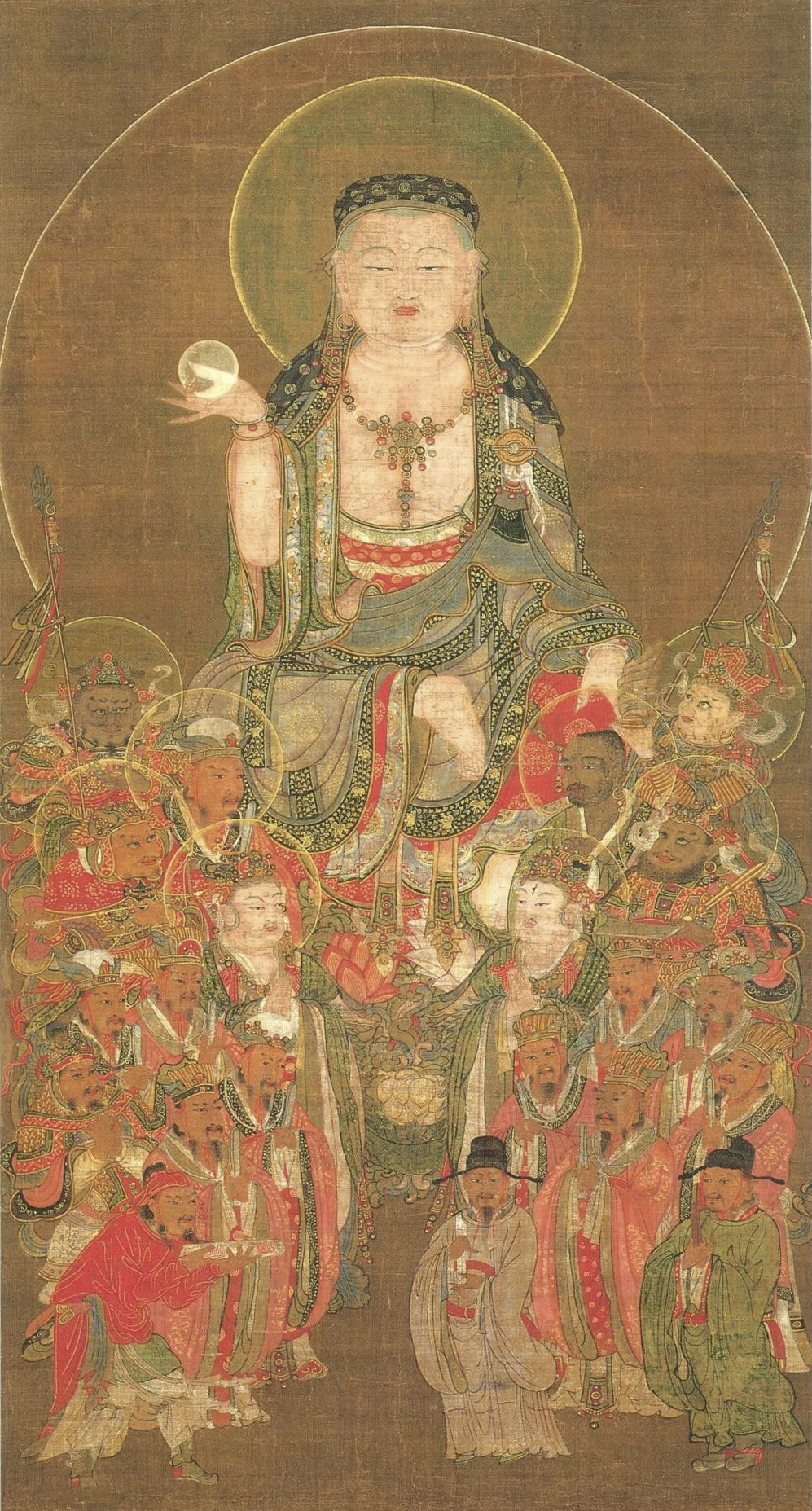
《地藏十王圖》，收藏於東京世田谷區静嘉堂文庫

### 地藏十王信仰
據民間勸善書所述，幽冥地府的主宰是「幽冥教主」地藏王菩薩，整個地府包含閻羅十殿，以及地藏、東嶽、酆都三宮，合共十三宮殿；周圍有焰魔山、鐵圍山、熱惱山、滑油山、奈何橋、血污池等各處。
「閻羅殿」掌註生死、刑罰與輪迴之權，有十殿閻君統率陰差鬼吏，各司其職，輔佐幽冥教主治理幽冥地界；「地藏宮」是地藏王菩薩的居所，專為陰魂講經說法之處。「東嶽宮」由東嶽大帝管轄，掌管天下神鬼、遊魂幽魄、山精妖怪等十王不能拘束的鬼祟；「酆都宮」（酆都城）由酆都大帝管轄，兼管鐵圍城、枉死城和血污池。

## 漢字文化圈的地方特色
十殿閻羅上制於天庭，下轄城隍境主、諸司鬼吏，儼如人間官府的投映。

### 汉语地区信仰

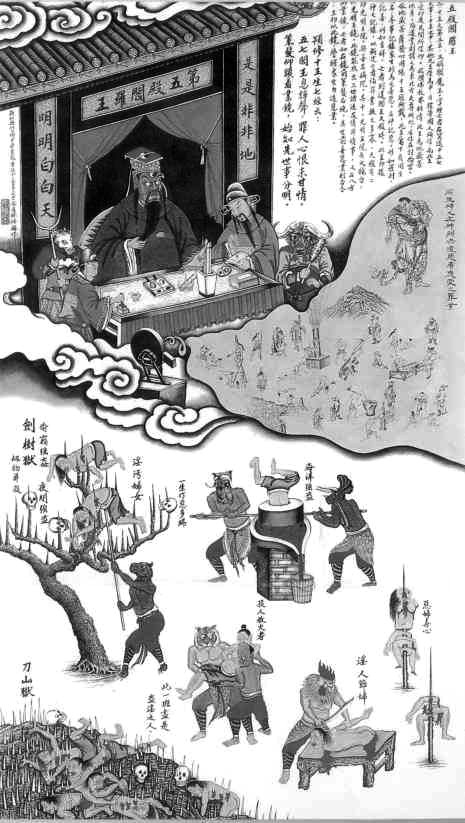
中國民間傳說的閻羅王極具有帝王風格，整個地府體系的職能運作，亦尤如現實的官吏系統

中國民間信仰結合了佛教、道教神祇，融合扶鸞的巫覡文化，並常與各種民間故事混為一談，形成一個龐大複雜的宗教神明系統。
「閻羅」和「地獄」信仰源自印度佛教，傳入中國以後，逐漸融入中國特色。民間相傳地府共有「十殿閻羅」，各居一殿，分轄十八層地獄，但對十八層地獄的說法眾口不一。考「十殿閻羅」之說流傳甚久，具体形成的時間眾說紛紛。其之一，《佛祖統紀·卷三十三》所載，唐代道明和尚神遊地府，見十王審判亡魂罪業，寤後遂一一敘述；其之二，《地藏菩薩像靈驗記》之中「清泰寺沙門知祐感應地藏記」所載，後晉天福年間，天竺僧人知祐攜《地藏菩薩圖相》及《地藏本願功德經》來到東土，圖相繪有地藏與十王畫像，似是傳自古印度，但十王的名號和形像均為中國古代道服，推斷並不足以採信；其之三，唐末有署名「成都府大聖慈寺沙門藏川」所述的《佛說預修十王生七經》和《佛說地藏菩薩發心因緣十王經》（簡稱《預修十王經》和《地藏十王經》）兩部疑偽經，記載十王審判的情況；其之四，《佛祖統紀·卷四十五》記載，歐陽修早年因病所苦，夢中見到地府十王，得知打齋造經可得利益，醒後病癒，遂加禮敬佛法。
隋唐時期以來，民間亦有盛傳忠臣烈士化身為閻羅王的說法，謂「人之正直，死為冥官」；各朝各代閻羅王傳奇不計其數，鼎鼎有名者當屬韓擒虎、寇準、范仲淹、包拯四位名臣。例如：《隋书·卷五十二》记载韩擒虎临终之际，有仪仗和病者前来并声称拜见君王，韩家族人问道：“拜见什么王？”答曰：“阎罗王。”韩家族人大怒却被韩擒虎阻止，并安慰族人称“生为上柱国，死做阎罗王，足矣。”《翰苑名谈》记载“寇准卒，有王克勤者，见公于曹州境上，向从者，曰阎罗处政。” 《中吴纪闻》注“（范文正公）见司生杀之权”、“人死五七则见阎罗，岂非文正为此官耶。”《包公案》等各種話本小說中，描述宋代開封府尹包拯是「五殿森羅王」，“夜審陰、日断陽”，白天在陽間衙門审人，夜晚在陰曹地府判鬼；又說包拯為官，正直不阿，如若鬼魂是受人陷害，便令安排轉世報仇，或者頒布「黑令旗」（相當於復仇的憑證）讓冤魂返回陽世討公道；如若是惡劣的鬼魂，就直接打入地獄受刑。
宋元時期以後，十殿閻羅已經成為中國佛教與道教的共通信仰，佛寺伽藍、道觀宮廟、超拔法會、喪事道場等多有繪製地府十王圖像；佛教有《地藏本願功德經》等經典，道教有《元始天尊說酆都滅罪經》、《太乙救苦拔罪法懺》、《地府十王拔度儀》等典籍，甚至講說十王變文。民間又有《玉曆寶鈔》、《洞冥寶記》、《地獄遊記》、《十殿閻君勸世歌》等書冊流通，具有警世勸善的作用。

#### 中國大陸
重慶酆都鬼城位於豐都縣長江北岸，也稱為「幽都」，相傳是管理諸鬼所在之處，加上歷代演義小說的附會與傳統文化結合之下，形成知名鬼城文化的觀光勝地。

#### 台灣

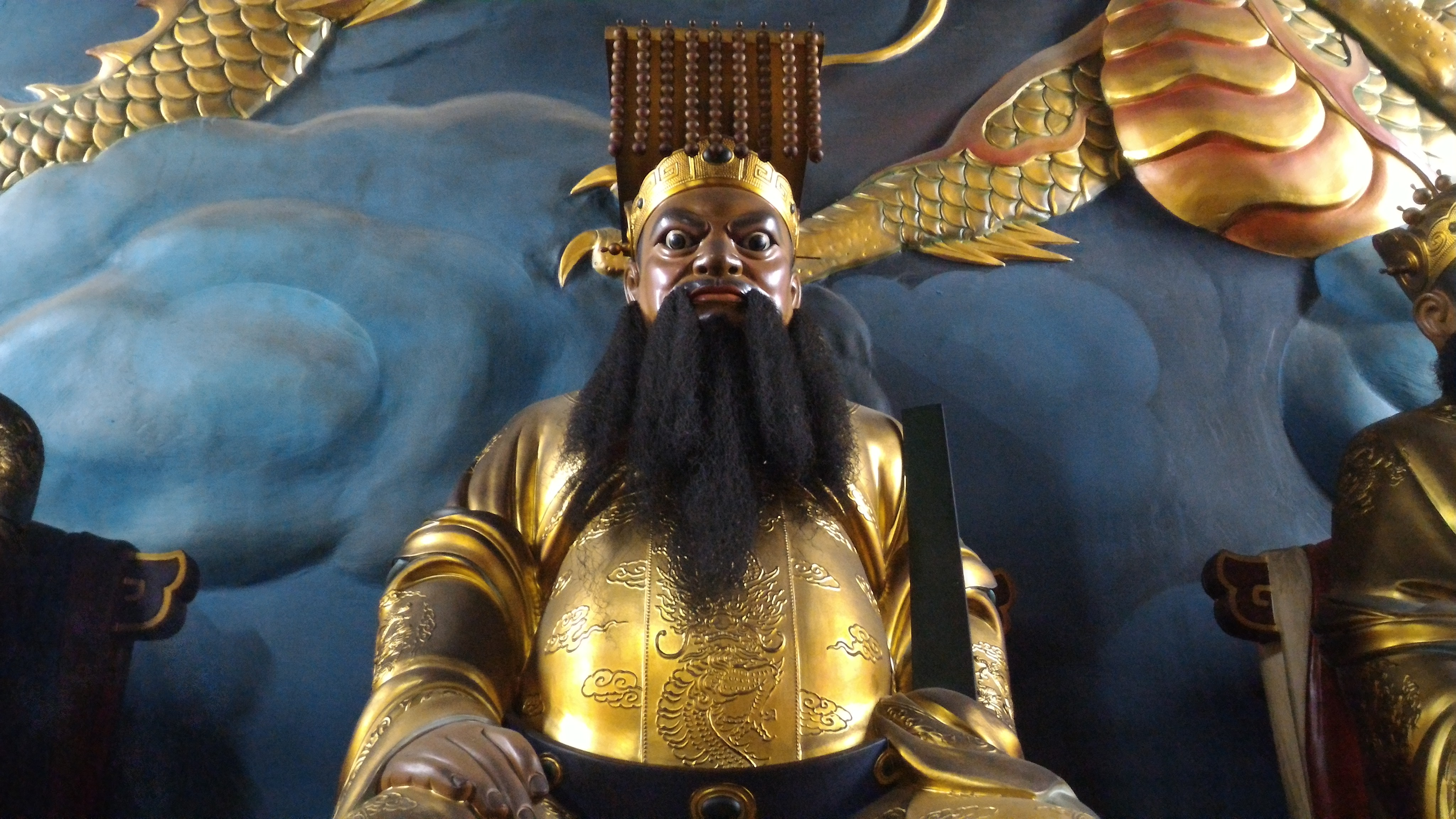
臺南恩隍宮五殿森羅王

臺灣乃至於世界各地都罕見主祀十殿閻羅的廟宇，一般常見的是地藏庵、東嶽殿、城隍廟或主奉其他神祇的寺廟甚至是有應公廟，另有附祀十殿閻羅；或是有繪製「地獄受刑圖」的壁畫、或是有地獄審判的造景雕塑。
然而，臺灣民間並不乏主祀宋代名臣包拯（包公）的廟宇，如三條崙海清宮、大發開封宮、臺南南沙宮等廟宇，民間普遍相信閻羅王就是包公的化身，尊稱為「閻羅天子」；但卻並非所有主祀包公的廟宇，都會將兩者相提並論。

#### 香港
香港供奉十殿閻王的廟宇包括上環文武廟、筲箕灣城隍廟、油麻地城隍廟、三疊潭城隍廟、廣福義祠和慈雲閣等；虎豹別墅拆卸以前，亦有十殿閻王的雕塑，但已經成為歷史。

#### 澳門
澳門一些賭場在出入大門供奉著閻王像，借以煞去賭客的賭運。

#### 新加坡

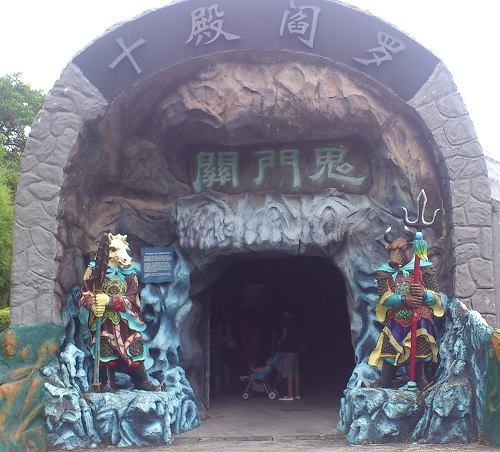
新加坡虎豹別墅的十殿閻羅入口——鬼門關

新加坡虎豹別墅位於新加坡巴西班讓路262號，興建於1937年，裡面有栩栩如生的十殿閻羅、十八地獄景觀，是新加坡著名的旅遊地標。

#### 馬來西亞
馬來西亞以閻羅為奉祀對象的廟宇有怡保明心殿、居鑾鳳鳴宮、巴羅閻羅殿、巴東德姆素東嶽十殿城隍廟等，民間信仰認為管理陰間事務的神明即是陰神，但十殿閻羅其實是道教之中正式冊封的陽神。

### 日本信仰

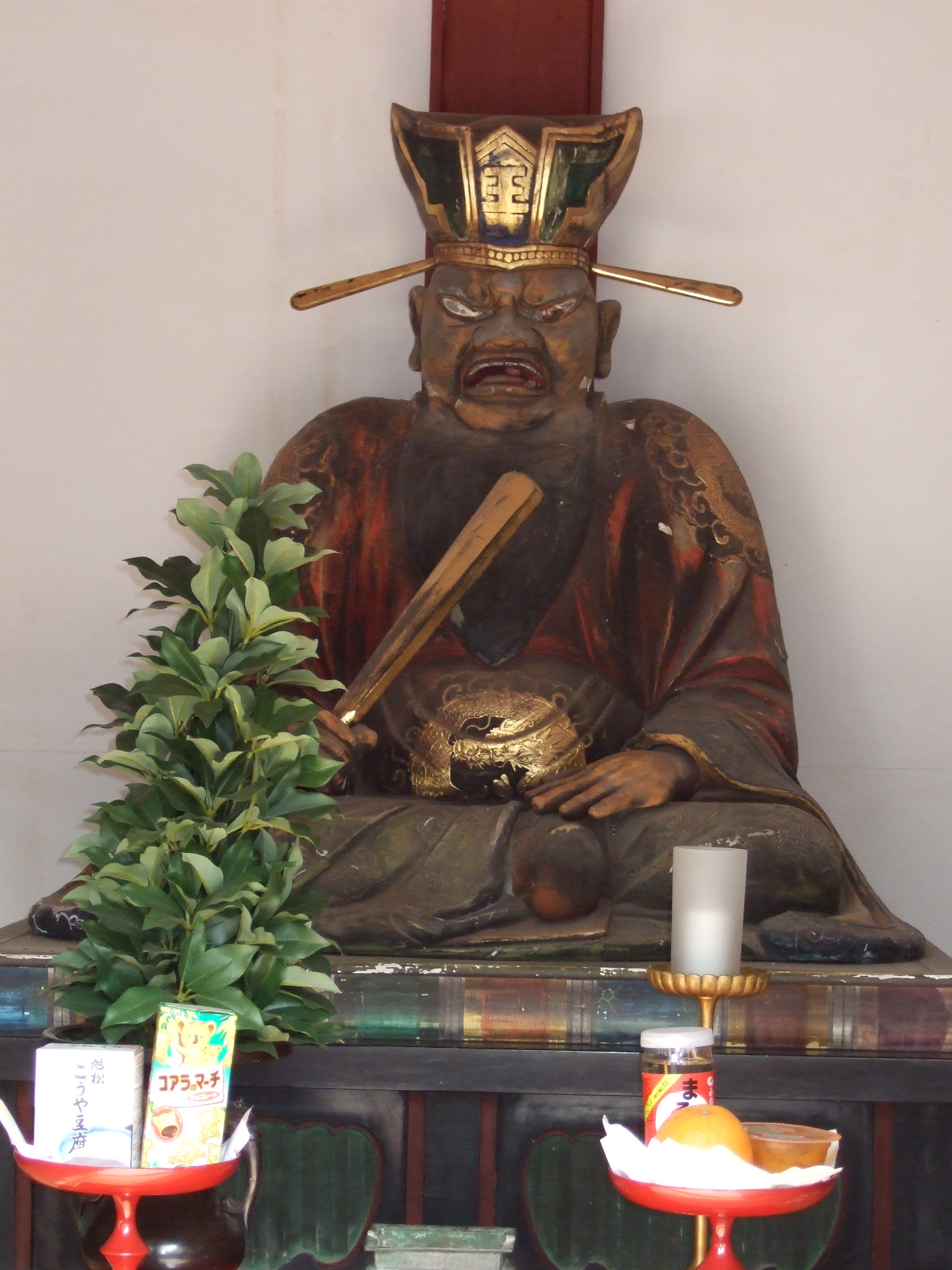
京都成相寺的阎魔像

日本傳統社會同時信仰佛教和神道，一般人的葬禮幾乎都是以佛教儀式進行。
佛教於飛鳥時代傳至日本，逐漸發展出十三佛信仰；「十三」名數在日本佛教中，代表「十方」和「三世」的概念，盛大的宗教儀式中都會禮敬「十三佛」。
十三佛被認為是和眾生最有緣份的十三位本尊，尤其是對斷惡修善有加持力量；祂們也被認為是亡者在「中陰」階段的守護本尊，如果家中有親人去世的話，眷屬會於忌日在家中懸挂相應的佛像，為亡者祈福、修功德，祈愿亡者能夠成佛。
民間相傳人死後會前往三途川，接受冥王的審判，那裡有懸衣翁、奪衣婆拷問亡者，又將亡者推落血污池，受蛇蠍嚙咬的懲罰。
鎌倉時代開始，本地垂跡之說流行，十三佛信仰就有「垂跡十王說」，認為十王是十三佛顯現在冥途的化身，垂跡是示現分身、本地是本體正身；江戶時代以後，又在原來的「十王」加上「三王」，成為獨特的「十三王」。
| 垂跡（分身）         | 本地（正身） | 解釋                                                                   | 忌日                         |
| -------------------- | ------------ | ---------------------------------------------------------------------- | ---------------------------- |
| 秦廣王               | 不動明王     | 不動明王用手中的智慧劍，斬斷亡者對世間的迷戀，引導亡者走上冥途的道路。 | 初七日（第7天、6天後）       |
| 初江王               | 釋迦如來     | 釋迦如來是娑婆世界教主，祂為亡者講述世間無常的道理，祛除亡者的不安。   | 二七日（第14天、13天後）     |
| 宋帝王               | 文殊菩薩     | 文殊菩薩為亡者講述佛陀的智慧。                                         | 三七日（第21天、20天後）     |
| 五官王               | 普賢菩薩     | 普賢菩薩為亡者講述如何運用文殊菩薩的智慧。                             | 四七日（第28天、27天後）     |
| 閻魔王               | 地藏菩薩     | 地藏菩薩在閻魔王審判亡者的時候，拯救亡者。                             | 五七日（第35天、34天後）     |
| 變成王               | 彌勒菩薩     | 彌勒菩薩是當來下生佛，祂延續釋迦如來的工作，繼續為亡者講述無常的道理。 | 六七日（第42天、41天後）     |
| 泰山王               | 藥師如來     | 藥師如來在亡者滿中陰的時候，授予亡者新的生命。                         | 七七日（第49天、48天後）     |
| 平等王               | 觀音菩薩     | 觀音菩薩是阿彌陀如來的脅侍，祂將亡者從冥界救上蓮花台。                 | 百日（第100天、99天後）      |
| 都市王               | 勢至菩薩     | 勢至菩薩同樣是阿彌陀如來的脅侍，祂為亡者指引走向西方極樂世界的道路。   | 一周忌（第2年、1年後）       |
| 五道轉輪王           | 阿彌陀如來   | 阿彌陀如來是西方教主，祂為亡者講經說法，教化眾生。                     | 三回忌（第3年、2年後）       |
| 蓮華王（一說蓮上王） | 阿閦如來     | 阿閦如來為亡者傳授「金剛志」。                                         | 七回忌（第7年、6年後）       |
| 祇園王（一說拔苦王） | 大日如來     | 大日如來是宇宙的根本教主，呵護一切眾生。                               | 十三回忌（第13年、12年後）   |
| 法界王（一說慈恩王） | 虛空藏菩薩   | 虛空藏菩薩讓亡者獲得圓滿人格，幫助亡者成為菩薩。                       | 三十三回忌（第33年、32年後） |

### 朝鮮半島信仰
朝鮮佛教相傳人死後會去到冥府接受十王審判，所以朝鮮半島地區的佛教徒非常崇敬冥王，許多佛教寺院均有供奉冥府十王。朝鮮半島地區信仰的冥府十王是：
- 秦廣大王（진광대왕）掌管「刀山地獄」（도산지옥）
- 初江大王（초강대왕）掌管「火湯地獄」（화탕지옥）
- 宋帝大王（송제대왕）掌管「寒氷地獄」（한빙지옥）
- 五官大王（오관대왕）掌管「劍樹地獄」（검수지옥）
- 閻羅大王（염라대왕）掌管「拔舌地獄」（발설지옥）
- 卞成大王（변성대왕）掌管「毒蛇地獄」（독사지옥）
- 泰山大王（태산대왕）掌管「鉅骸地獄」（거해지옥）
- 平等大王（평등대왕）掌管「鐵床地獄」（철상지옥）
- 都市大王（도시대왕）掌管「風途地獄」（풍도지옥）
- 五道轉輪大王（오도전륜대왕）掌管「黑闇地獄」（흑암지옥）

### 越南信仰

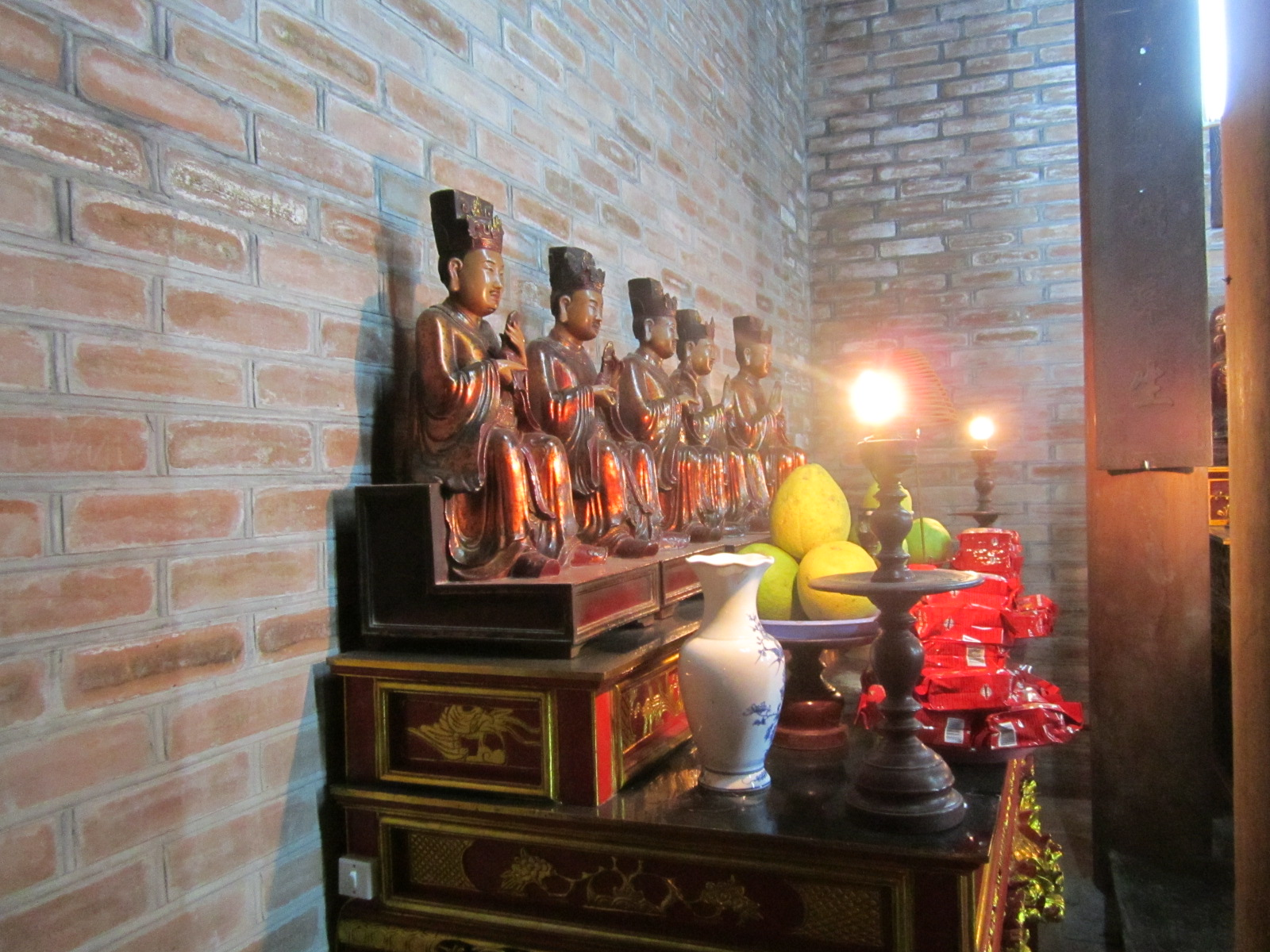
河內石婆寺（靈光寺）供奉的其中五殿閻王

越南和中國宗教信仰有千絲萬縷的聯繫，越南民間普遍相信十殿閻王和地獄的傳說。越南信仰的十殿閻王是：
- 一殿 秦廣王（Nhất điện: Tần Quảng Vương）
- 二殿 楚江王（Nhị điện: Sở Giang Vương）
- 三殿 宋帝王（Tam điện: Tống Đế Vương）
- 四殿 五官王（Tứ điện: Ngũ Quan Vương）
- 五殿 閻羅天子（Ngũ điện: Diêm La Thiên Tử）
- 六殿 卞城王（Lục điện: Biện Thành Vương）
- 七殿 泰山王（Thất điện: Thái Sơn Vương）
- 八殿 都市王（Bát điện: Đô Thị Vương）
- 九殿 平等王（Cửu điện: Bình Đẳng Vương）
- 十殿 轉輪王（Thập điện: Chuyển Luân Vương）

## 另見
- 閻摩
- 閻羅王
- 那落迦
- 八大地獄
- 十八層地獄
- 地獄 (佛教)
- 陰司、黃泉